# Mino (gen)
Mino este un gen de grauri din familia Sturnidae, care se găsesc în pădurile tropicale umede de câmpie din Noua Guinee și insulele vecine din est.
Genul conține trei specii:
- Mino anais
- Mino dumontii
- Mino kreffti